# Żydowo (Myślibórz)
Pour les articles homonymes, voir Żydowo.
Żydowo est une localité polonaise de la gmina mixte de Barlinek située dans le powiat de Myślibórz en voïvodie de Poméranie-Occidentale. Elle se situe à environ 24 km à l'est de Myślibórz et 62 km au sud-est de la capitale régionale Szczecin.

## Géographie

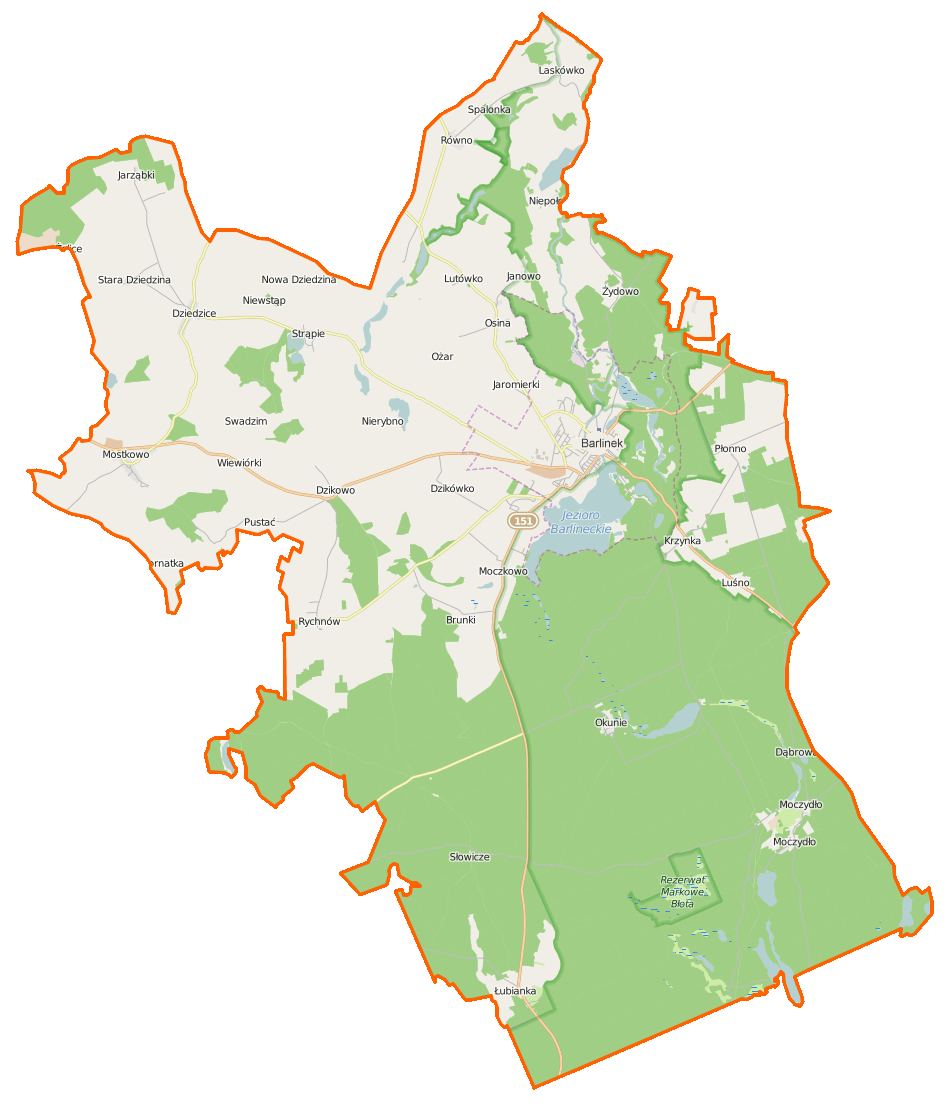
Carte de la gmina de Barlinek.

## Histoire
À la suite du congrès de Vienne, en 1815, la ville fut incorporée dans l'arrondissement de Soldin (de) dans le district de Francfort au sein de la province de Brandebourg.